# Фелікс Фордрейн
Фелікс Фурдрейн (фр. Félix Fourdrain; 3 лютого 1880 — 23 жовтня 1923) — французький органіст і композитор .Відомий своїми операми . Багато з них були написані разом з лібретистами та поетами Артуром Бернедом і Полем де Шуденсом ; найкращі з них — «Гланьоз» ( Великий Ліонський театр, 1909), «Мадам Ролан» ( Театр мистецтв у Руані, 1913), «Версінжеторікс» ( Опера Ніцци, 1912). Його опера, La légende du Point d'Argentan, прем'єра відбулася в Opéra-Comique в Парижі в 1903 році. 
Народився в Ніцці, Фордрейн отримав першу музичну освіту в Школі класичної та релігійної музики (L'École Niedermeyer ) у Парижі . Згодом навчався у Александра Гілмана та Шарля-Марі Відора в Паризькій консерваторії, де в 1900 році отримав першу премію за органне виконання. Він був призначений «titulaire organiste» в церкві Sainte-Elisabeth-de-Hongrie в Парижі і працював там приблизно 5 років в період між 1900-1905, видаючи «Імпровізації», збірку органних композицій. Згодом продовжив навчання композиції у Жуля Массне, який став його другом і наставником. Він також взяв своїх учнів, зокрема Жозефа-Артура Берньє, Клотільду Куломб і Жоржа-Еміля Тангуея . Він помер у Парижі у віці 43 років.